# 唇のプライバシー
「唇のプライバシー」（くちびるのプライバシー）は、河合奈保子の18枚目のシングル。1984年8月28日に日本コロムビアからリリースされた。EPの規格品番はAH-495。

## 概要
作詞・作曲に売野雅勇と筒美京平のコンビを起用。シングルとしては1983年の「エスカレーション」「UNバランス」以来4作品ぶり3曲目となる。但し、編曲者は大村雅朗から鷺巣詩郎に変更されている。
ジャケットには「奈保子5周年プレゼントセール」の応募券が付けられていた。
河合は1984年末の「第35回NHK紅白歌合戦」に4年連続4回目の出場を果たした。

## 収録曲
- 両楽曲共に、作詞：売野雅勇／作曲：筒美京平／編曲：鷺巣詩郎

1. 唇のプライバシー
2. メビウスの鏡